# Grand Prix Formule 1 van Italië 2019
De Grand Prix Formule 1 van Italië 2019 werd gehouden op 8 september op het Autodromo Nazionale Monza. Het was de veertiende race van het kampioenschap.

## Vrije trainingen
- Er wordt enkel de top-5 weergegeven.

| Vrije training 1 | Pos | No | Coureur          | Constructeur    | Tijd     |
| ---------------- | --- | -- | ---------------- | --------------- | -------- |
| Vrije training 1 | 1   | 16 | Charles Leclerc  | Ferrari         | 1:27.905 |
| Vrije training 1 | 2   | 55 | Carlos Sainz jr. | McLaren-Renault | 1:28.211 |
| Vrije training 1 | 3   | 4  | Lando Norris     | McLaren-Renault | 1:28.450 |
| Vrije training 1 | 4   | 44 | Lewis Hamilton   | Mercedes        | 1:28.730 |
| Vrije training 1 | 5   | 23 | Alexander Albon  | Red Bull-Honda  | 1:29.025 |
| Vrije training 2 | Pos | No | Coureur          | Constructeur    | Tijd     |
| Vrije training 2 | 1   | 16 | Charles Leclerc  | Ferrari         | 1:20.978 |
| Vrije training 2 | 2   | 44 | Lewis Hamilton   | Mercedes        | 1:21.046 |
| Vrije training 2 | 3   | 5  | Sebastian Vettel | Ferrari         | 1:21.179 |
| Vrije training 2 | 4   | 77 | Valtteri Bottas  | Mercedes        | 1:21.347 |
| Vrije training 2 | 5   | 33 | Max Verstappen   | Red Bull-Honda  | 1:21.350 |
| Vrije training 3 | Pos | No | Coureur          | Constructeur    | Tijd     |
| Vrije training 3 | 1   | 5  | Sebastian Vettel | Ferrari         | 1:20.294 |
| Vrije training 3 | 2   | 33 | Max Verstappen   | Red Bull-Honda  | 1:20.326 |
| Vrije training 3 | 3   | 77 | Valtteri Bottas  | Mercedes        | 1:20.403 |
| Vrije training 3 | 4   | 16 | Charles Leclerc  | Ferrari         | 1:20.403 |
| Vrije training 3 | 5   | 3  | Daniel Ricciardo | Renault         | 1:20.564 |

## Kwalificatie
Charles Leclerc behaalde voor Ferrari zijn vierde pole position van het seizoen, nadat in het laatste deel van de kwalificatie vrijwel alle coureurs te laat over de finishlijn kwamen om hun laatste ronde te starten en zo hun eerder gezette tijd niet meer konden verbeteren. De Mercedes-coureurs Lewis Hamilton en Valtteri Bottas zetten de tweede en derde tijd neer, voor Ferrari-rijder Sebastian Vettel. De Renault-coureurs Daniel Ricciardo en Nico Hülkenberg kwalificeerden zich als vijfde en zesde, terwijl McLaren-coureur Carlos Sainz jr., de enige coureur die wel zijn laatste ronde kon rijden, op de zevende plaats eindigde. Red Bull-coureur Alexander Albon kon zijn eerste ronde niet afmaken vanwege een rode vlag, die werd gezwaaid omdat Alfa Romeo-coureur Kimi Räikkönen in de laatste bocht crashte, en werd als achtste geklasseerd. Racing Point-coureur Lance Stroll deed slechts een poging om een ronde te zetten en werd zo als negende geklasseerd, terwijl Räikkönen als tiende werd geklasseerd. Na afloop kregen enkele coureurs een reprimande voor onnodig langzaam rijden.

### Kwalificatie-uitslag
| Pos                 | No | Coureur            | Constructeur              | Q1        | Q2       | Q3        | Grid |
| ------------------- | -- | ------------------ | ------------------------- | --------- | -------- | --------- | ---- |
| 1                   | 16 | Charles Leclerc    | Ferrari                   | 1:20.126  | 1:19.553 | 1:19.307  | 1    |
| 2                   | 44 | Lewis Hamilton     | Mercedes                  | 1:20.272  | 1:19.464 | 1:19.346  | 2    |
| 3                   | 77 | Valtteri Bottas    | Mercedes                  | 1:20.156  | 1:20.018 | 1:19.354  | 3    |
| 4                   | 5  | Sebastian Vettel   | Ferrari                   | 1:20.378  | 1:19.715 | 1:19.457  | 4    |
| 5                   | 3  | Daniel Ricciardo   | Renault                   | 1:20.374  | 1:19.833 | 1:19.839  | 5    |
| 6                   | 27 | Nico Hülkenberg    | Renault                   | 1:20.155  | 1:20.275 | 1:20.049  | 6    |
| 7                   | 55 | Carlos Sainz jr.   | McLaren-Renault           | 1:20.413  | 1:20.202 | 1:20.455  | 7    |
| 8                   | 23 | Alexander Albon    | Red Bull-Honda            | 1:20.382  | 1:20.021 | geen tijd | 8    |
| 9                   | 18 | Lance Stroll       | Racing Point-BWT Mercedes | 1:20.643  | 1:20.498 | geen tijd | 9    |
| 10                  | 7  | Kimi Räikkönen     | Alfa Romeo-Ferrari        | 1:20.634  | 1:20.515 | geen tijd | Pit  |
| 11                  | 99 | Antonio Giovinazzi | Alfa Romeo-Ferrari        | 1:20.657  | 1:20.517 |           | 10   |
| 12                  | 20 | Kevin Magnussen    | Haas-Ferrari              | 1:20.616  | 1:20.615 |           | 11   |
| 13                  | 26 | Daniil Kvjat       | Toro Rosso-Honda          | 1:20.723  | 1:20.630 |           | 12   |
| 14                  | 4  | Lando Norris       | McLaren-Renault           | 1:20.646  | 1:21.068 |           | 16   |
| 15                  | 10 | Pierre Gasly       | Toro Rosso-Honda          | 1:20.508  | 1:21.125 |           | 17   |
| 16                  | 8  | Romain Grosjean    | Haas-Ferrari              | 1:20.784  |          |           | 13   |
| 17                  | 11 | Sergio Pérez       | Racing Point-BWT Mercedes | 1:21.291  |          |           | 18   |
| 18                  | 63 | George Russell     | Williams-Mercedes         | 1:21.800  |          |           | 14   |
| 19                  | 88 | Robert Kubica      | Williams-Mercedes         | 1:22.356  |          |           | 15   |
| 107% tijd: 1:25.734 |    |                    |                           |           |          |           |      |
| 20                  | 33 | Max Verstappen     | Red Bull-Honda            | geen tijd |          |           | 19   |

Notities
1. ↑  Kimi Räikkönen moet vanuit de pitstraat starten omdat hij meer motoronderdelen had vervangen dan het quotum toestond en zijn versnellingsbak had laten wisselen.
2. 1 2 3  Lando Norris, Pierre Gasly en Sergio Pérez moeten achteraan starten omdat zij meer motoronderdelen hadden vervangen dan het quotum toestond.
3. ↑  Max Verstappen moet achteraan starten omdat hij meer motoronderdelen had vervangen dan het quotum toestond. Hiernaast had hij zich oorspronkelijk niet gekwalificeerd omdat hij tijdens de kwalificatie geen tijd had neergezet. Hij mag de race wel van start gaan omdat hij tijdens de vrije trainingen tijden had gereden die snel genoeg waren.

## Wedstrijd
De race werd gewonnen door Charles Leclerc, die zijn tweede zege van het seizoen behaalde. Valtteri Bottas eindigde als tweede, nadat Lewis Hamilton een remfout maakte en hierdoor terugviel naar de derde plek. De Renault-coureurs Daniel Ricciardo en Nico Hülkenberg finishten als vierde en vijfde, voor Alexander Albon. Racing Point-coureur Sergio Pérez werd zevende, vlak voor Max Verstappen, die in de eerste ronde zijn voorvleugel beschadigde en daarom een extra pitstop moest maken. De top 10 werd afgesloten door Alfa Romeo-rijder Antonio Giovinazzi en McLaren-coureur Lando Norris.

### Race-uitslag
| Pos. | No. | Coureur            | Constructeur              | Rondes | Tijd/Oorzaak uitval | Grid | Punten |
| ---- | --- | ------------------ | ------------------------- | ------ | ------------------- | ---- | ------ |
| 1    | 16  | Charles Leclerc    | Ferrari                   | 53     | 1:15:26.665         | 1    | 25     |
| 2    | 77  | Valtteri Bottas    | Mercedes                  | 53     | +0.835              | 3    | 18     |
| 3    | 44  | Lewis Hamilton     | Mercedes                  | 53     | +35.199             | 2    | 16S    |
| 4    | 3   | Daniel Ricciardo   | Renault                   | 53     | +45.515             | 5    | 12     |
| 5    | 27  | Nico Hülkenberg    | Renault                   | 53     | +58.165             | 6    | 10     |
| 6    | 23  | Alexander Albon    | Red Bull-Honda            | 53     | +59.315             | 8    | 8      |
| 7    | 11  | Sergio Pérez       | Racing Point-BWT Mercedes | 53     | +1:13.802           | 18   | 6      |
| 8    | 33  | Max Verstappen     | Red Bull-Honda            | 53     | +1:14.492           | 19   | 4      |
| 9    | 99  | Antonio Giovinazzi | Alfa Romeo-Ferrari        | 52     | +1 ronde            | 10   | 2      |
| 10   | 4   | Lando Norris       | McLaren-Renault           | 52     | +1 ronde            | 16   | 1      |
| 11   | 10  | Pierre Gasly       | Toro Rosso-Honda          | 52     | +1 ronde            | 17   |        |
| 12   | 18  | Lance Stroll       | Racing Point-BWT Mercedes | 52     | +1 ronde            | 9    |        |
| 13   | 5   | Sebastian Vettel   | Ferrari                   | 52     | +1 ronde            | 4    |        |
| 14   | 63  | George Russell     | Williams-Mercedes         | 52     | +1 ronde            | 14   |        |
| 15   | 7   | Kimi Räikkönen     | Alfa Romeo-Ferrari        | 52     | +1 ronde            | Pit  |        |
| 16   | 8   | Romain Grosjean    | Haas-Ferrari              | 52     | +1 ronde            | 13   |        |
| 17   | 88  | Robert Kubica      | Williams-Mercedes         | 51     | +2 ronden           | 15   |        |
| DNF  | 20  | Kevin Magnussen    | Haas-Ferrari              | 43     | Hydraulisch         | 11   |        |
| DNF  | 26  | Daniil Kvjat       | Toro Rosso-Honda          | 29     | Olielek             | 12   |        |
| DNF  | 55  | Carlos Sainz jr.   | McLaren-Renault           | 27     | Wiel                | 7    |        |

S Lewis Hamilton behaalde een extra punt voor het rijden van de snelste ronde.

## Tussenstanden wereldkampioenschap
Betreft tussenstanden voor het wereldkampioenschap na afloop van de race.

### Coureurs
| Positie | No. | Rijder           | Team             | Punten |
| ------- | --- | ---------------- | ---------------- | ------ |
| 01      | 44  | Lewis Hamilton   | Mercedes         | 284    |
| 02      | 77  | Valtteri Bottas  | Mercedes         | 221    |
| 03      | 33  | Max Verstappen   | Red Bull-Honda   | 185    |
| 04      | 16  | Charles Leclerc  | Ferrari          | 182    |
| 05      | 5   | Sebastian Vettel | Ferrari          | 169    |
| 06      | 10  | Pierre Gasly     | Toro Rosso-Honda | 65     |
| 07      | 55  | Carlos Sainz jr. | McLaren-Renault  | 58     |
| 08      | 3   | Daniel Ricciardo | Renault          | 34     |
| 09      | 23  | Alexander Albon  | Red Bull-Honda   | 34     |
| 10      | 26  | Daniil Kvjat     | Toro Rosso-Honda | 33     |

### Constructeurs
| Positie | Team                      | Punten |
| ------- | ------------------------- | ------ |
| 01      | Mercedes                  | 505    |
| 02      | Ferrari                   | 351    |
| 03      | Red Bull-Honda            | 266    |
| 04      | McLaren-Renault           | 83     |
| 05      | Renault                   | 65     |
| 06      | Toro Rosso-Honda          | 51     |
| 07      | Racing Point-BWT Mercedes | 46     |
| 08      | Alfa Romeo-Ferrari        | 34     |
| 09      | Haas-Ferrari              | 26     |
| 10      | Williams-Mercedes         | 1      |